# L: Change the World
L: Change the World (bra Death Note: L Change the World) é um filme japonês de 2008, dos gêneros drama, aventura, policial, fantasia e ação, dirigido por Hideo Nakata, com roteiro de Tsugumi Ohba, Takeshi Obata e Hirotoshi Kobayashi inspirado no mangá Death Note, de Ohba e Obata. 
A trama segue os eventos após Death Note: The Last Name. Kenichi Matsuyama interpreta o protagonista L. Além disso, o ator Narushi Fukuda interpreta Near ainda criança. A atriz Mayuko Fukuda desempenha o papel de Maki Nikaido, um personagem que não aparece no mangá original.
O filme foi lançado pela primeira vez em Hong Kong no dia 7 de fevereiro de 2008. Logo então foi lançado na bilheteria japonesa em 9 de fevereiro de 2008. O filme foi o de maior bilheteria durante seu período de estreia. O filme arrecadou um total de 846 milhões de ienes e teve 677.000 admissões durante os primeiros três dias.

## Elenco
- Kenichi Matsuyama como L
- Narushi Fukuda como Near
- Mayuko Fukuda como Maki Nikaido
- Shingo Tsurumi como Kimihiko Nikaido
- Youki Kudoh como Kimiko Kujo
- Kazuki Namioka como F
- Sei Hiraizumi como Koichi Matsudo
- Bokuzō Masana como Asao Konishi
- Yuta Kanai como Tamotsu Yoshizawa
- Megumi Sato como Hotsune Misawa
- Renji Ishibashi como Shin Kagami
- Kiyotaka Nanbara como Hideaki Suruga
- Masanobu Takashima como Daisuke Matoba
- Hao Ganhane como Azetsu Mokotu
- Erika Toda como Misa Amane
- Tatsuya Fujiwara como Light Yagami
- Shunji Fujimura como Watari
- Asaka Seto como Naomi Misora
- Yōji Tanaka como Sasaki
- Ayui Naisora como Yagure Mokotu

## Produção
O filme foi anunciado em 29 de maio de 2007. As filmagens deste filme foram realizadas no verão de 2007. Um trailer também foi postado no site oficial do filme.
O diretor Hideo Nakata disse ao The Daily Yomiuri que queria revelar o "lado humano" de L, que não havia sido explorada na série Death Note.